# Gladeview, Florida
Gladeview är en ort (CDP) i Miami-Dade County, i delstaten Florida, USA. Enligt United States Census Bureau har orten en folkmängd på 11 535 invånare (2010) och en landarea på 6,6 km².